# Pandanus vavauensis
Pandanus vavauensis är en enhjärtbladig växtart som beskrevs av Harold St.John. Pandanus vavauensis ingår i släktet Pandanus och familjen Pandanaceae.
Artens utbredningsområde är Tonga. Inga underarter finns listade.